# Chilodes grisea
Chilodes grisea är en fjärilsart som beskrevs av Wagner 1929. Chilodes grisea ingår i släktet Chilodes och familjen nattflyn. Inga underarter finns listade i Catalogue of Life.